# 黃琪 (成化進士)
黃琪（1449年—？），字文瑞，順天府大興縣匠籍，浙江餘姚縣人，明朝政治人物。

## 生平
順天府鄉試第一百十六名舉人。成化十七年（1481年）中式辛丑科會試第一百五十四名，三甲第一百七十九名進士。與兄黃珣同榜。歷官刑部员外郎，弘治十年（1497年）四月考察降调。歷南阳府通判，後升湖廣辰州府知府，正德五年（1510年）二月升山東都轉運鹽使司運使，六年正月考察致仕。

## 家族
曾祖黃道昌；祖父黃德受；父黃仕仁。嫡母沈氏；生母陳氏。具慶下。